# Ро (Ломбардия)
 Тази статия е за италианския град в провинция Милано.  За други значения вижте Ро (пояснение).  
Ро̀ (на италиански: Rho) е град и община в северозападна Италия, провинция Милано, регион Ломбардия. Разположен е на 158 m надморска височина. Населението на града е 50 299 души (1 януари 2023).